# Díszestönkű kénvirággomba
A díszestönkű kénvirággomba (Hypholoma dispersum) a harmatgombafélék családjába tartozó, Európában és Észak-Amerikában honos, fenyvesekben élő, nem ehető gombafaj. Egyéb elnevezései: foltostönkű kénvirággomba, zöldesbarna kénvirággomba.

## Megjelenése
A díszestönkű kénvirággomba kalapjának átmérője 4-9 cm, alakja fiatalon félgömbölyű, majd széles púppal kiterülő. Színe változatos, leggyakrabban téglapiros vagy sárgásbarna. Nedvesen sötétebb színű. Széle világosabb árnyalatú, szakadozott, a részleges burok selymes maradványaival. Húsa sötétbarna, szaga nem jellegezetes, íze kesernyés. 
Lemezei sűrűk, tönkhöz nőttek. Színük fiatalon fehéres, majd olajszürkés, lilásbarna árnyalatúak; az élük világosabb.
Spórapora lilásbarna. Spórája: ellipszis alakú, sima felszínű, mérete 7-9 x 4-5 µm.
Tönkje 5-10 cm magas és 0,5-1,5 cm vastag. Barnás színű, csúcsán okkeres, alatta halvány gallérzóna érzékelhető; lefelé fokozatosan sötétedik míg a tövánál vörösbarna - feketésbarna nem lesz. Felszínét sávosan, foltosan selymes-rostos fehér szálak díszítik.

## Hasonló fajok
Más kénvirággombáktól (mint pl. a hasonló élőhelyű fenyő-kénvirággomba) fehérmintás tönkjével jól elkülönül. 

## Elterjedése és élőhelye
Európában és Észak-Amerikában honos. Magyarországon ritka, veszélyeztetett faj. 
Hegyvidéki fenyvesekben található luc- és erdei fenyő alatt, ahol a korhadó faanyagon, tuskókon, tobozon, tűleveleken él, azok anyagát bontja. Többnyire seregesen fordul elő. Nyár végén, ősszel terem. 

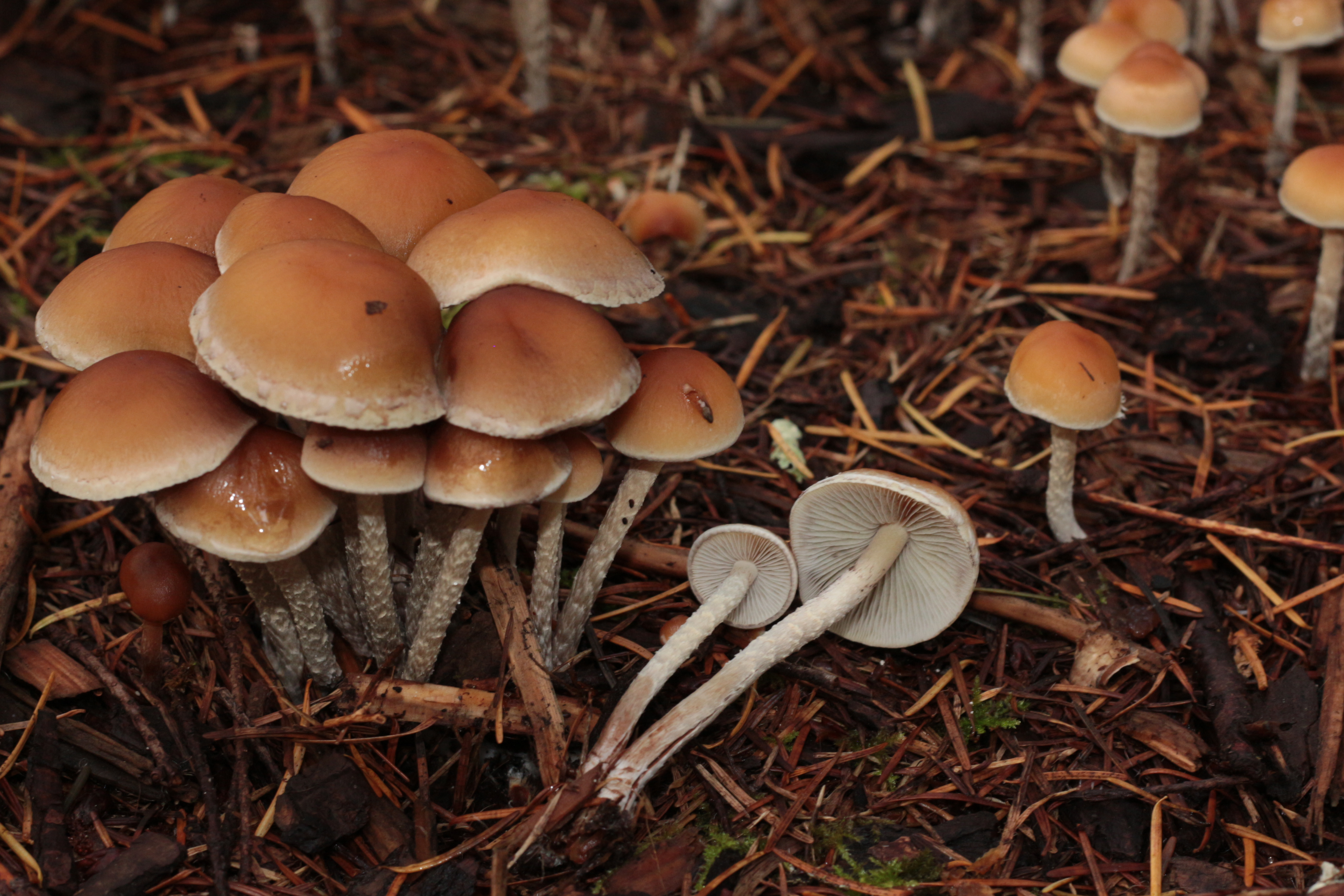
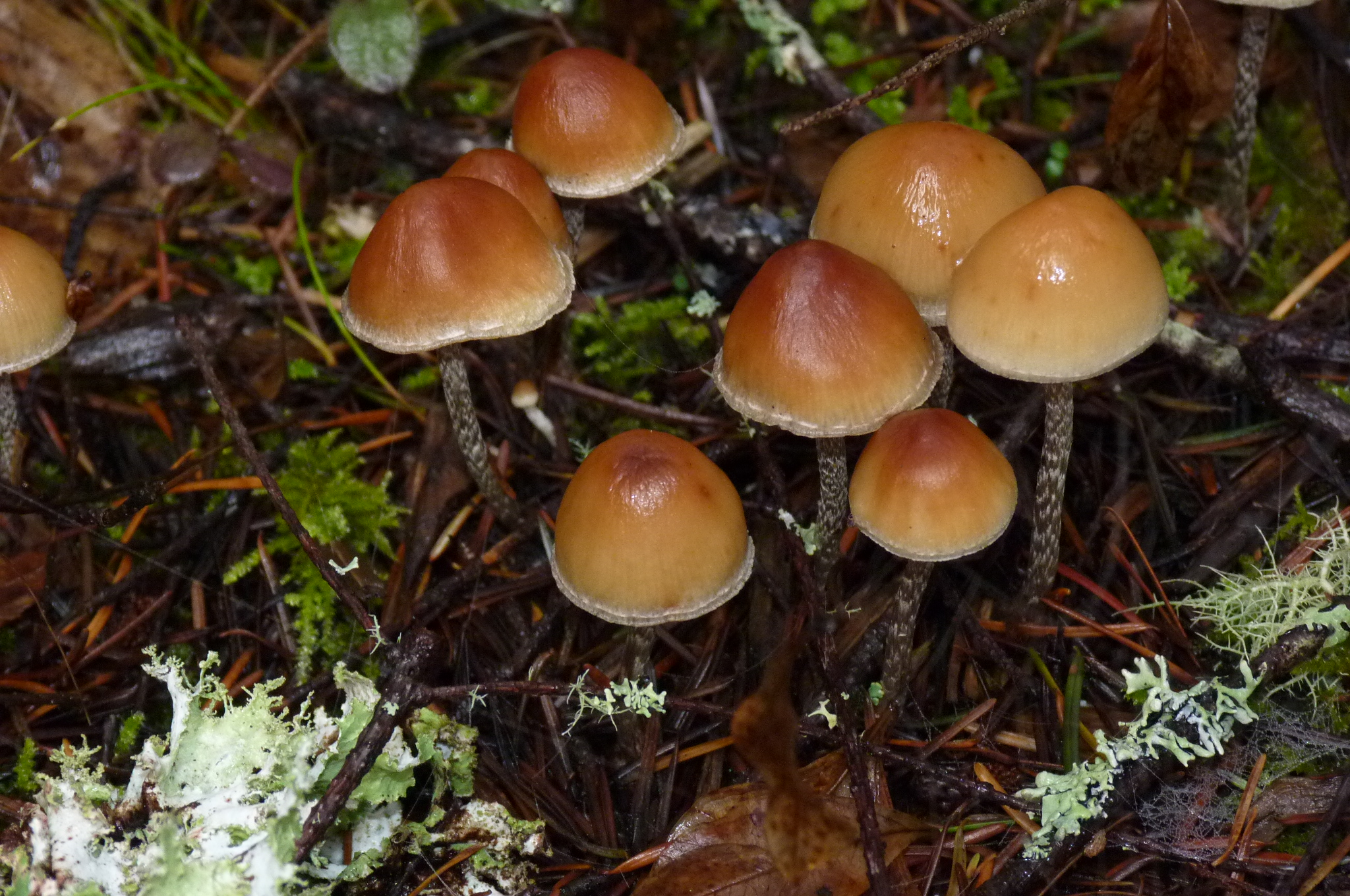
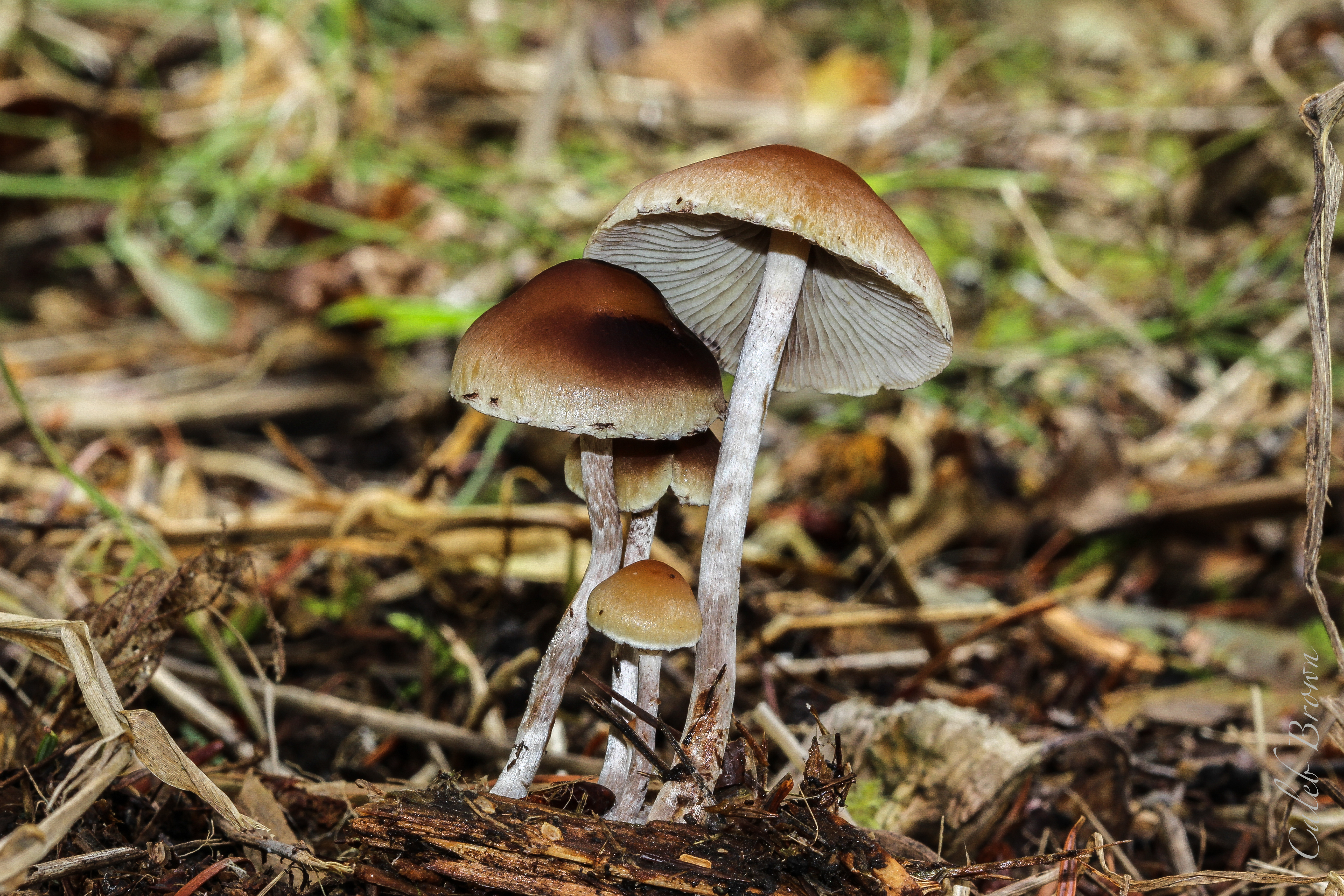
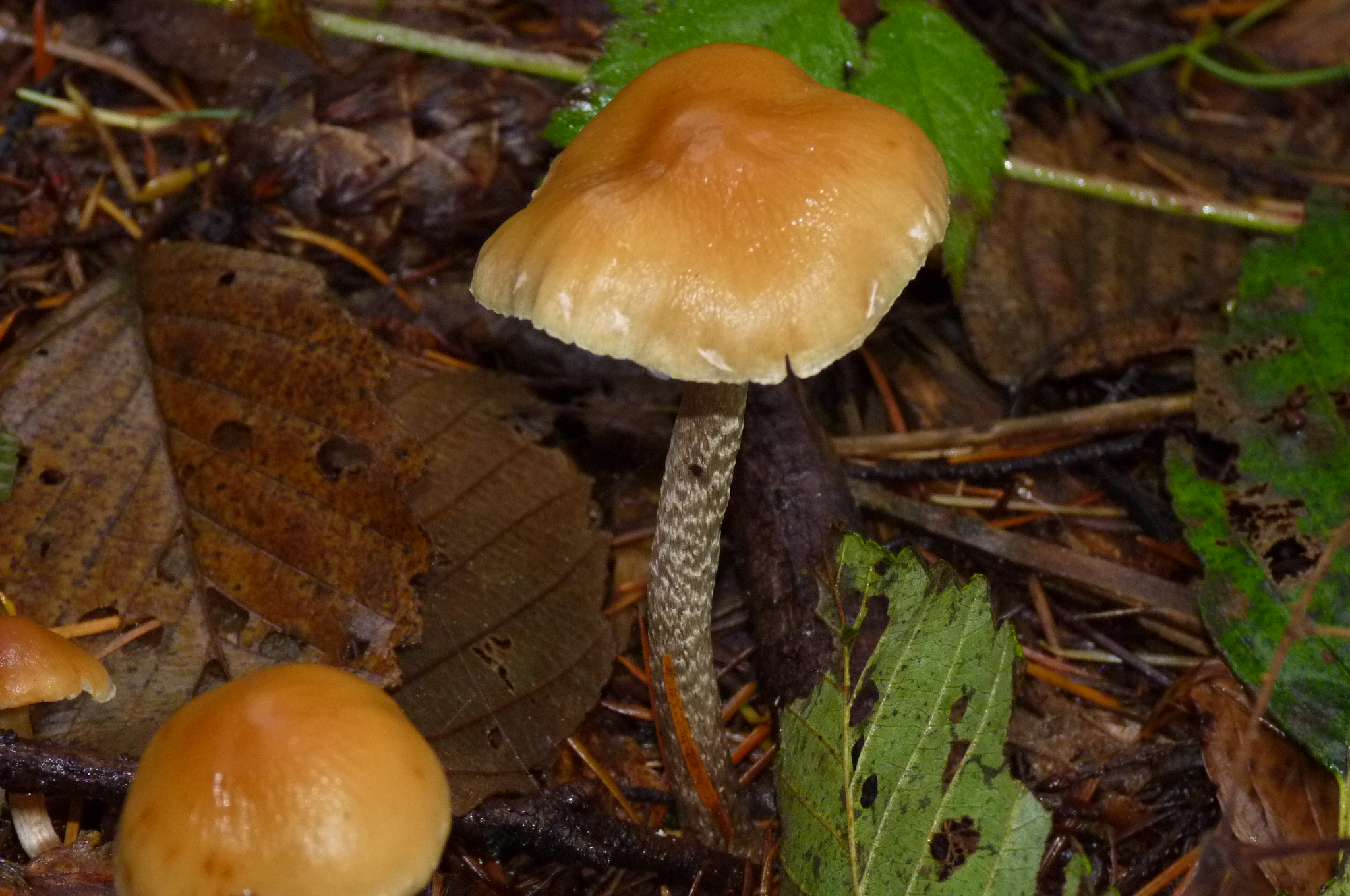

Nem ehető. 